# Cratere Yalta
Yalta è un cratere sulla superficie di Gaspra.